# Schloss Gültz

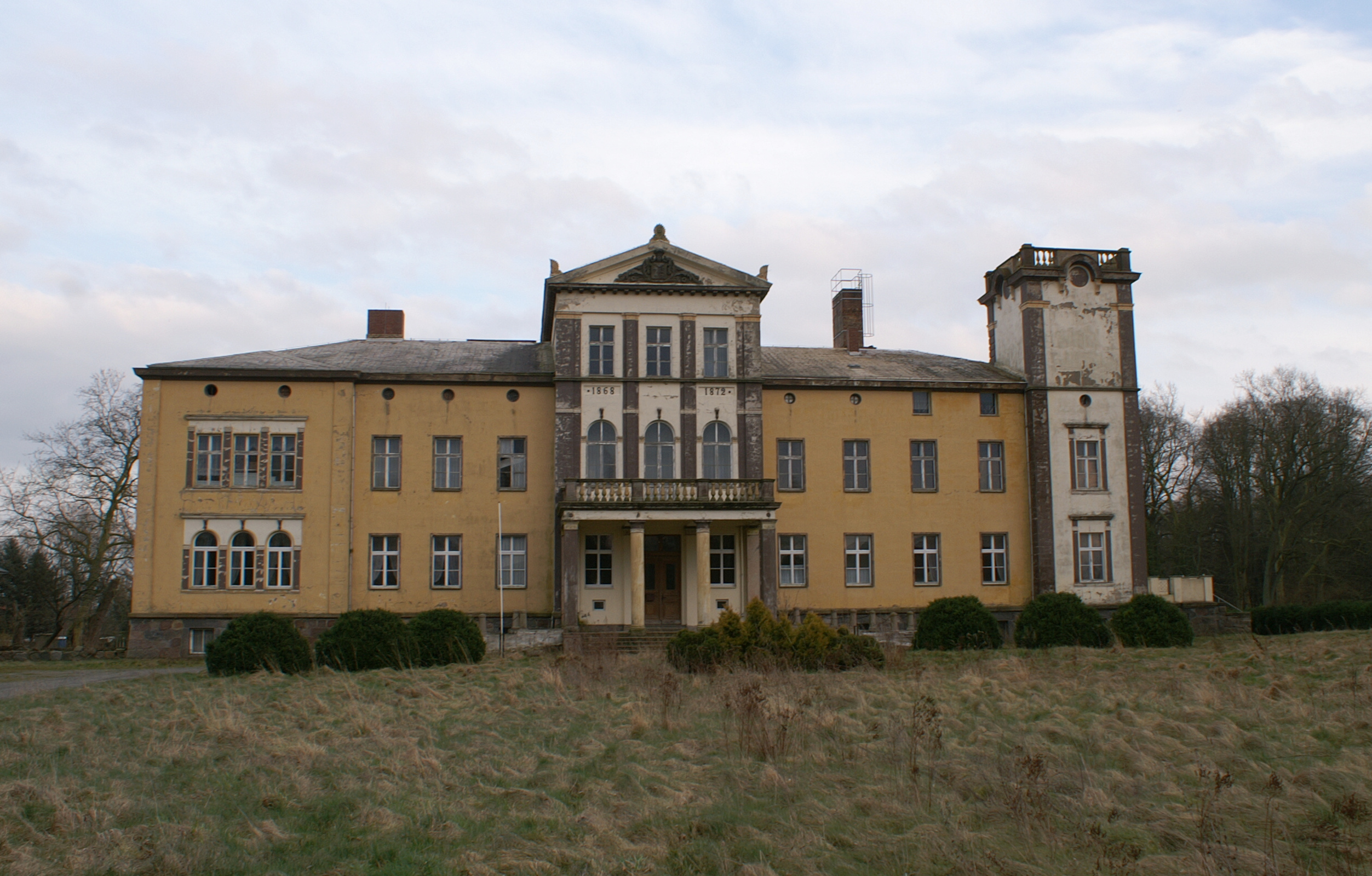
Schloss Gültz

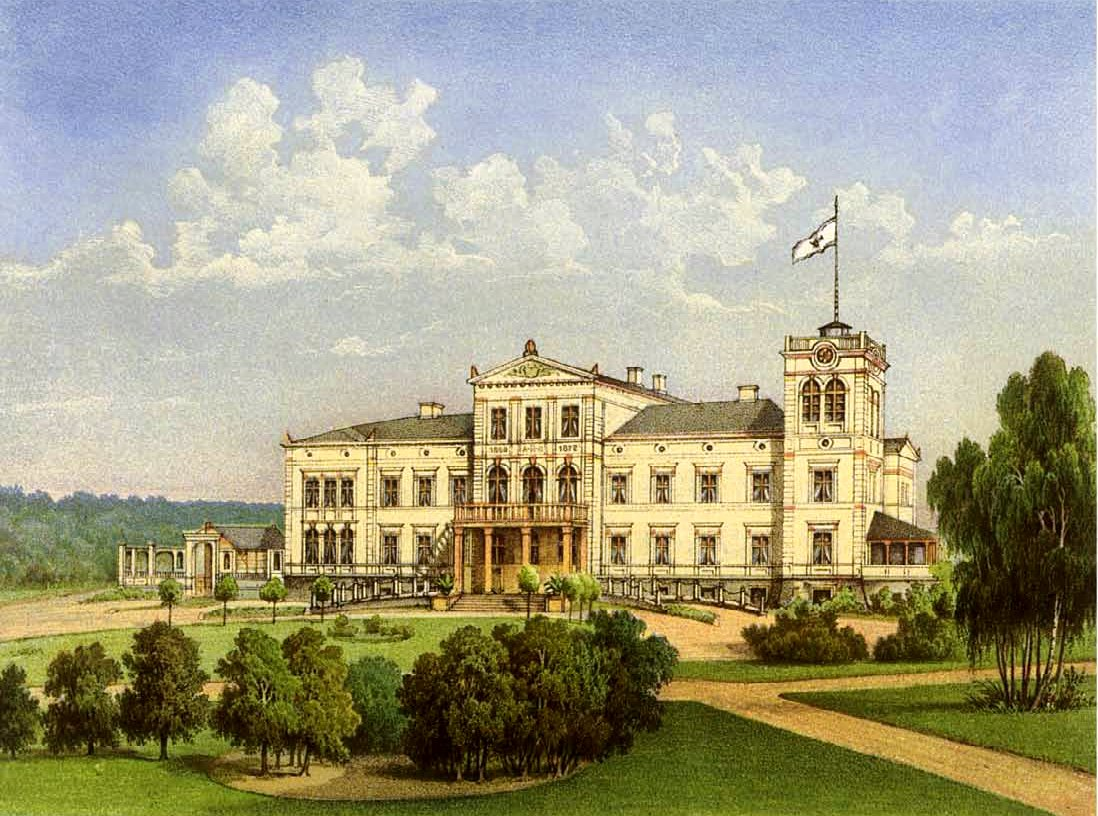
Schloss Gültz um 1880, Sammlung Alexander Duncker

Schloss Gültz ist ein Herrenhaus in Gültz im Landkreis Mecklenburgische Seenplatte in Mecklenburg-Vorpommern.

## Geschichte

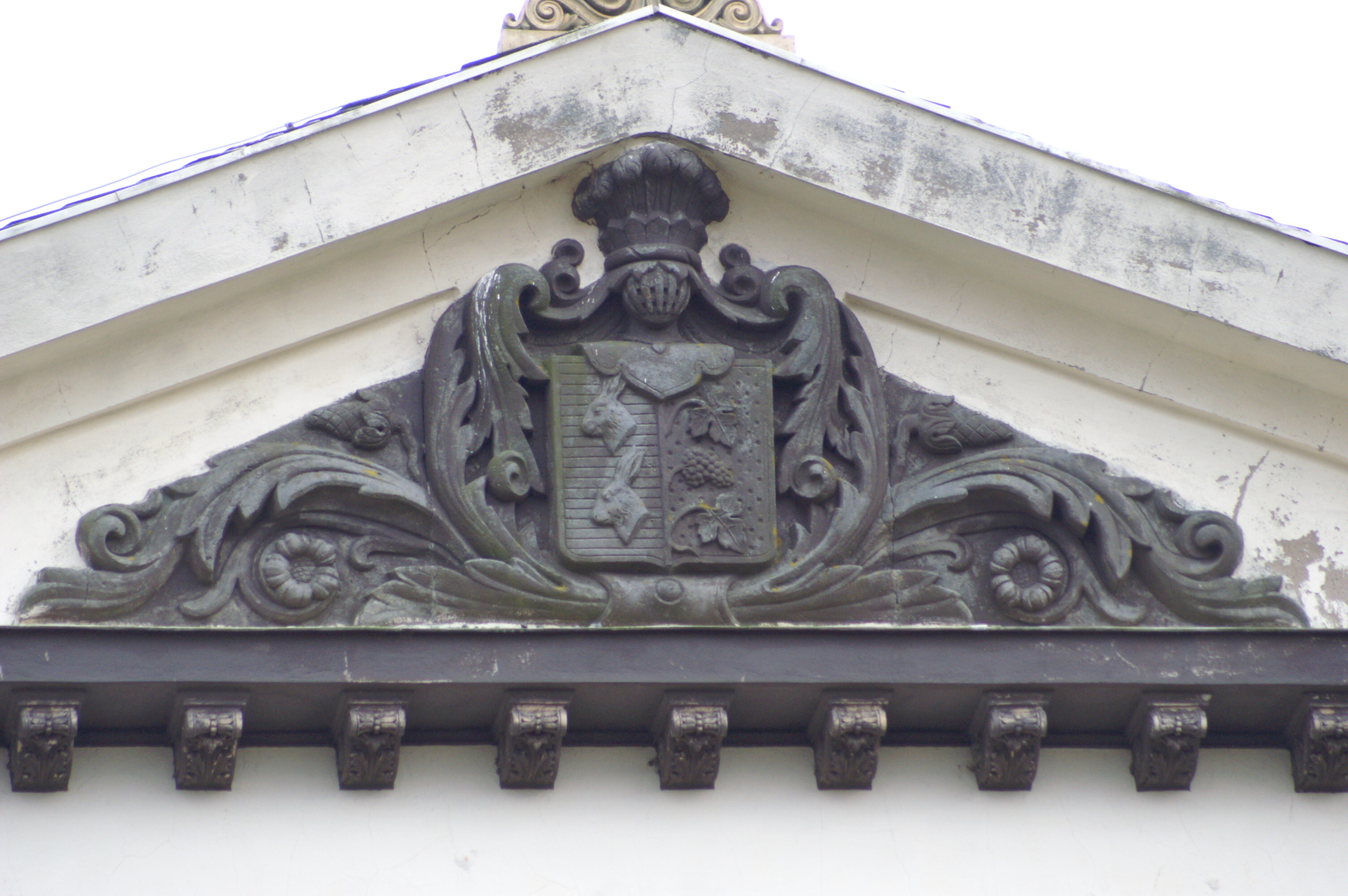
Wappen der Familie von Maltzahn

Gültz war seit dem 15. Jahrhundert, mit wenigen Unterbrechungen, ein Gut des pommerschen Zweiges der Familie von Maltzahn. Im 19. Jahrhundert wurde im Auftrag von Axel von Maltzahn ein Landschaftspark im englischen Stil nach einem Entwurf von Peter Joseph Lenné aus dem Jahr 1840 angelegt. In den Jahren 1868 bis 1872 ließ Helmuth Freiherr von Maltzahn das klassizistische Herrenhaus errichten. Die Gesamtheit der Besitzungen des Erblandmarschalls um das Jahr 1914 umfasste mit dem Rittergut Gültz 1100 ha, für das Rittergut Schossow 579 ha sowie für das Rittergut Wodarg mit 924 ha, sämtlich im Landkreis Demmin gelegen. Der Besitz ging nach seinem Tode auf seinen Sohn Axel von Maltzahn über. Ihm folgte wiederum dessen Sohn Helmuth als Grundbesitzer auf Gültz, Hermannshöh und Marienhöhe. Er war wie sein Vater und weitere Vorfahren im Johanniterorden und später des Weiteren Vorsitzender des Vorstandes des Familienvereins. Nach dem letztmals amtlichen Landwirtschaftlichen Adressbuch für Pommern 1939 blieben die Gutsgrößen trotz der vorherigen Wirtschaftskrise relativ stabil. Das Rittergut Gültz hatte mit Hernmannshöh und Marienhöhe noch 1955 ha. Von Schloss Gültz aus wurde ein moderner Gutsbetrieb mit einer sehr großen Schafswirtschaft geführt. In der Landwirtschaft betrieb man einen Klee- und Grassamen-Vermehrungsanbau, die technische Ausstattung mit Feldbahn, Zapfwellenbinder und Lanz-Bulldog war auf dem neuesten Stand.
Nach dem Zweiten Weltkrieg wurden die Maltzahns enteignet und das Herrenhaus geplündert.
Zu DDR-Zeiten befand sich eine landwirtschaftliche Berufsschule (BBS „Georg Ewald“) mit Internat im Schloss. In der Zeit von 1980 bis 1988 erfolgte eine umfassende Sanierung des Gebäudes. Eine weitere Renovierung im Zusammenhang mit der Einrichtung eines Hotels erfolgte 1999. Das Hotel schloss wenige Jahre danach. Im Jahr 2004 wurde das Gebäude zwangsversteigert und steht seitdem leer.

## Anlage

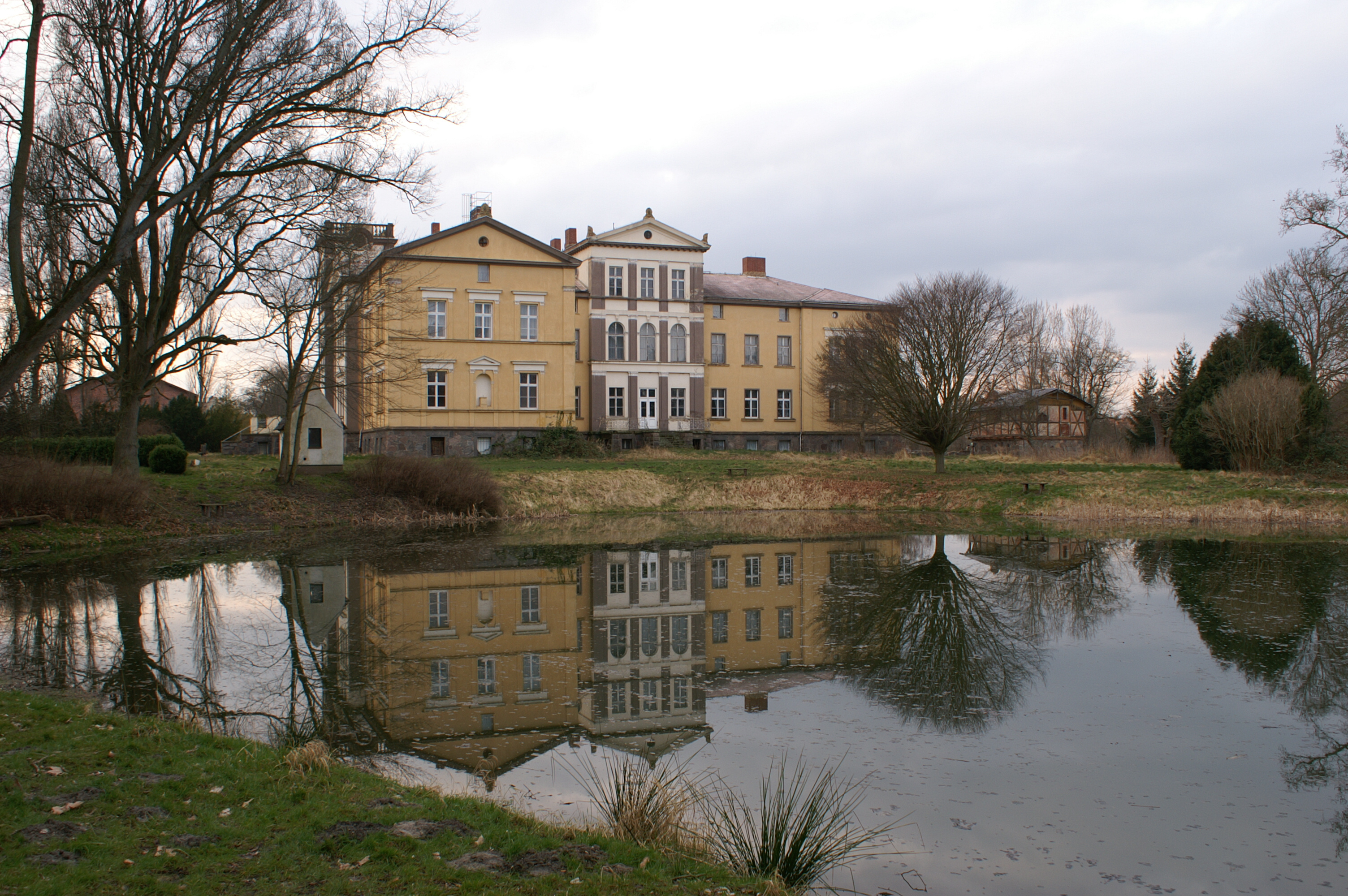
Ostseite mit Teich

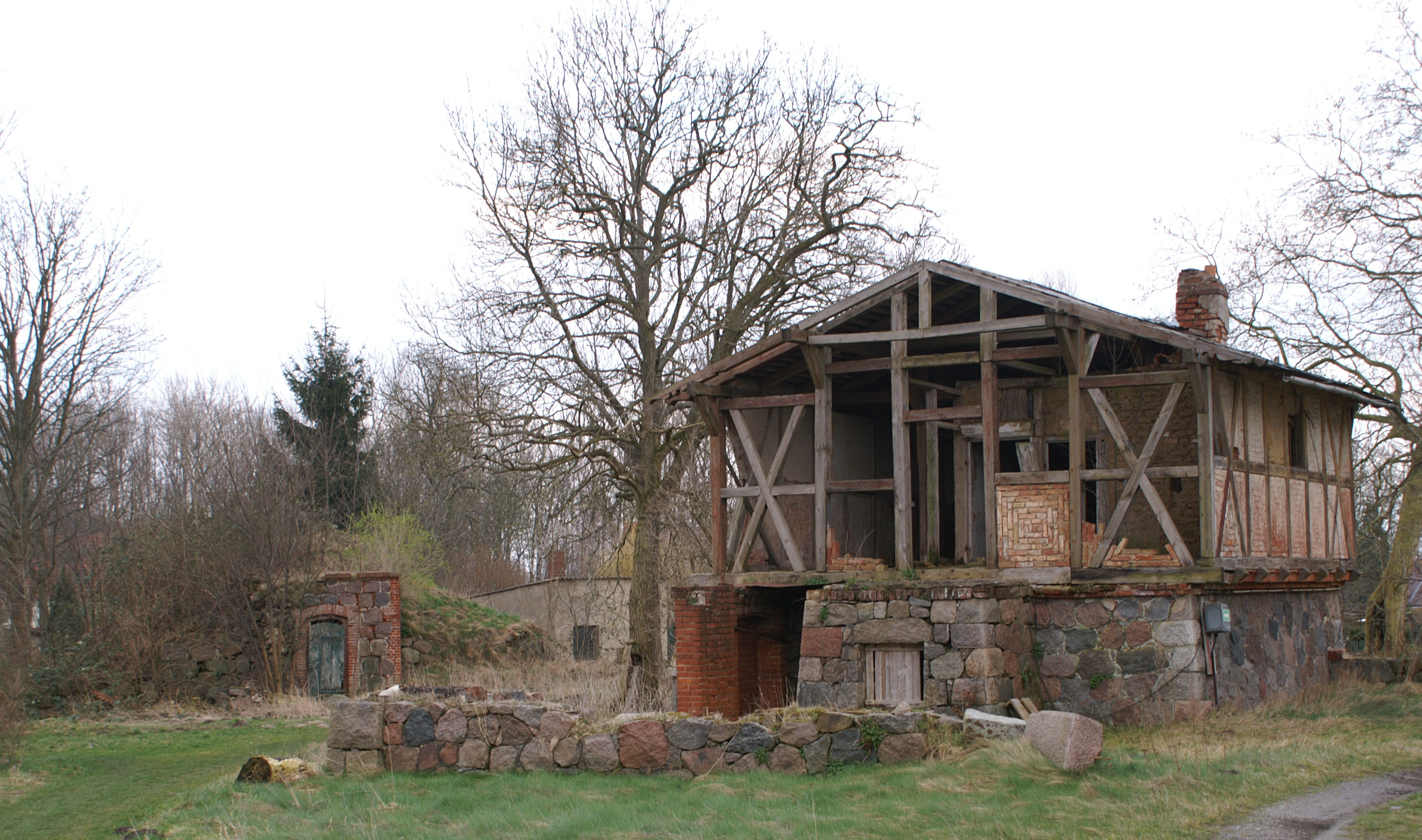
Eiskeller und Ruine des Geflügelhauses

Architekt des Gebäudes war der damals noch mecklenburgische Distriktbaumeister für die Domanial-Ämter Hagenow-Wittenburg, Georg Daniel. Das Herrenhaus mit L-förmigem Grundriss liegt am Ostrand des ehemaligen Gutshofes. Das auf der Hofseite vierzehnachsige, zweigeschossige Gebäude besitzt einen markanten dreiachsigen und dreigeschossigen Mittelrisaliten, in dessen Giebeldreieck sich das Maltzahnsche Wappen befindet. Ein Säulenvorbau mit darüber liegendem Altan diente als gedeckte Unterfahrt. Am Südrand der Hofseite befindet sich ein dreigeschossiger Eckturm.
Hinter dem dreiachsigen Risaliten am Nordrand der Hofseite liegt der große Festsaal, der eine wertvolle farbig-goldene Stuckdecke und zwei große originale Spiegel besitzt. In der Eingangshalle wird eine Kassettendecke durch zwei Säulen getragen. Das Obergeschoss ist durch eine Wendeltreppe zu erreichen.
Der zweigeschossige Südflügel, der an den Turm anschließt, besitzt einen zweiachsigen Mittelrisaliten. Auf einem Feldsteinsockel vor dem Turm befand sich früher ein Wintergarten. Zuletzt diente er als Sitzfläche für ein Café.
Das Fundament des Hauses wurde bis zur Höhe des Kellergeschosses aus Feldsteinen errichtet. Für die Seitenwände, Deckplatten und Sohlbänke der Fenster des Kellergeschosses wurden 1868 drei in der Umgebung vorhandene Findlinge gebrochen und verarbeitet. Der größte stammte aus einer Sandgrube westlich von Gültz und maß 12 × 14 × 16 Fuß, woraus sich ein Volumen von rund 43 Kubikmeter abschätzen lässt. Der zweite Stein befand sich im Rehhagen, einem Wald westlich von Gültz, auf der Feldmark von Tützpatz. Der dritte Stein lag in der Feldmark von Seltz. Aus diesen beiden wurden neben Fenstereinfassungen noch die 240 cm hohen Seitenwände und 168 cm langen Deckenplatte für zwei Eingangstüren des Souterrains gefertigt.
Das Herrenhaus hat seine spätklassizistische Fassadendekoration in der Zeit nach dem Zweiten Weltkrieg mit Ausnahme der Pilastergliederung am Mittelrisalit und den Eckdekorationen auf dem Giebel eingebüßt. Verschwunden sind auch die Rustikagliederungen an den Kanten der Vorlagen und den Gebäudeecken, die geschosstrennenden Gesimse und Fensterstürze. Gültz gehörte einst mit zu den schönsten Profanbauten Georg Daniels.
Nördlich des Gebäudes befindet sich die Ruine des ehemaligen Geflügelhauses. Es wurde als Fachwerkbau auf einen hohen, aus bearbeiteten Feldsteinen errichteten Keller gesetzt. Ein Stück weiter vom Herrenhaus entfernt steht ein alter Eiskeller.
Der ursprünglich von Lenné entworfene Landschaftspark, in dem sich zwei Teiche befinden, erstreckt sich südlich und östlich des Herrenhauses. Zum Baumbestand gehören Fleischrote Rosskastanien, Magnolien, Platanen und Pyramideneichen. Südlich des größeren Teiches befindet sich ein Oval aus zwölf Winterlinden.

## Ungedruckte Quellen
- Landeshauptarchiv Schwerin
  - LHAS 9.1-1 Reichskammergericht Prozeßakten 1495–1806. Nr. 200 Verkauf der strittigen Güter, auch Gültze durch Otto von Maltzahn an Behrend von Maltzahn 1496 für 2250 Gulden.
- Universitätsarchiv Greifswald
  - 2. 3 Theologische Fakultät. Dekanatsakten 1832–1935. Nr. 1–110 Ehrenpromotion mit Dankschreiben Helmuth von Maltzahn auf Gültz.
  - 2.5 Juristische Fakultät. Jubiläen, Gratulationen und sonstige gesellschaftliche Ereignisse, Nr. 325 Ehrenmitgliedschaft der Universität, Dr. Freiherr von Maltzahn, Gültz, Abschiedsfeier.